# Pherbellia czernyi
Pherbellia czernyi är en tvåvingeart som först beskrevs av Friedrich Georg Hendel 1902.  Pherbellia czernyi ingår i släktet Pherbellia och familjen kärrflugor. Inga underarter finns listade i Catalogue of Life.